# Microdrive

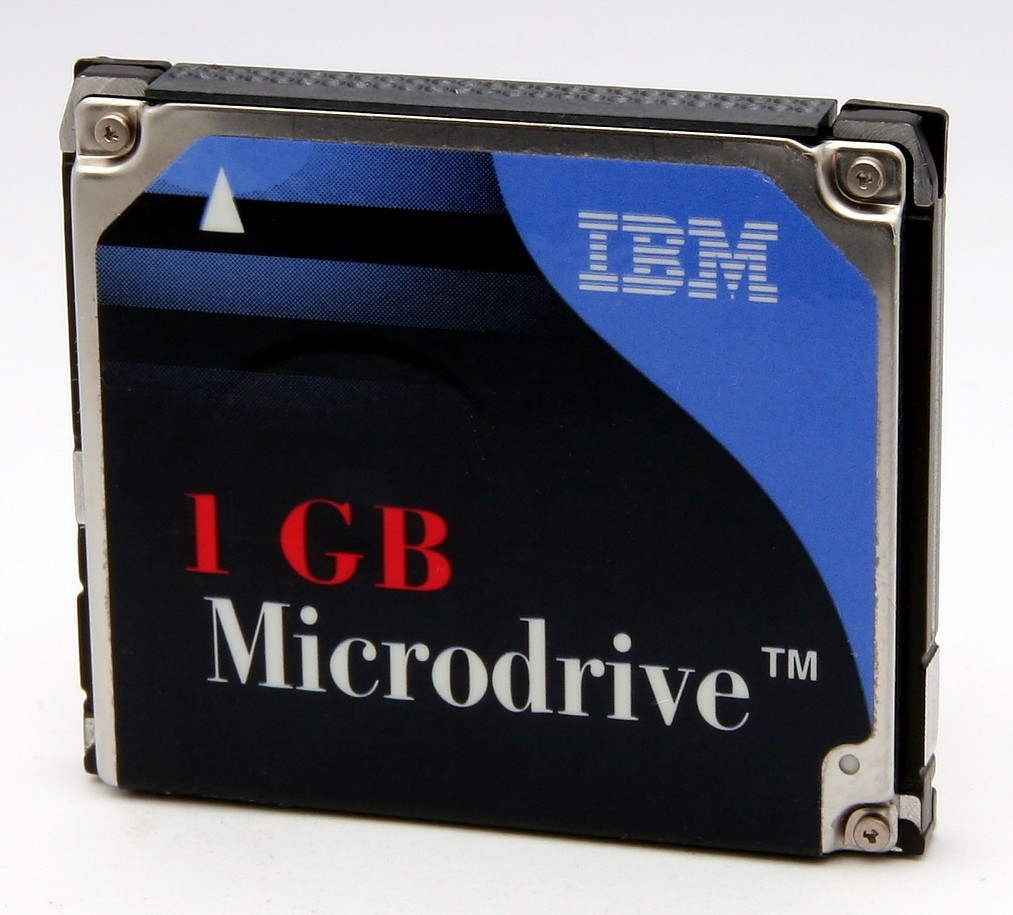
IBM 1 GB Microdrive

De Microdrive is een speciale soort geheugenkaart, oorspronkelijk ontwikkeld door IBM. Het bevat geen flashgeheugen maar een kleine harde schijf. De afmetingen van een Microdrive komen overeen met een CompactFlash type-II geheugenkaart, die 5 mm dik is in plaats van 3,3 mm. Hierdoor past een Microdrive alleen in apparaten die geschikt zijn voor type-II CompactFlashkaarten. Ook het hogere energieverbruik kan in sommige gevallen problemen opleveren.
De Microdrive is niet te verwarren met de ZX Microdrive, een magnetisch opslagmedium voor ZX Spectrum computers.

## Voordelen
Het voordeel van een Microdrive in vergelijking met een CompactFlash kaart was in de eerste plaats de prijs in verhouding tot de capaciteit. Een CF geheugenkaart met vergelijkbare opslagruimte was al snel twee keer zo duur of bestond al helemaal niet. In 2006 werden CF kaarten met vergelijkbare capaciteiten (2 tot 4 Gigabyte) echter vergelijkbaar in prijs of zelfs goedkoper.
De Microdrive heeft ook enkele nadelen, zoals het hoge energieverbruik, lagere schrijfsnelheid en minder bestand tegen schokken.
Door de ontwikkelingen in prijs en capaciteit van de op flashgeheugen gebaseerde CF kaarten worden MicroDrives nog maar weinig gebruikt.
CompactFlash · Microdrive · Multi Media Card · Secure Digital Card · Memory Stick · xD-Picture Card · SmartMedia · P2 Card